# Barbie als Prinzessin der Tierinsel
Barbie als Prinzessin der Tierinsel (Originaltitel Barbie as the Island Princess) ist ein US-amerikanischer Animationsfilm aus dem Jahr 2007. Es handelt sich um eine Direct-to-Video-Produktion in Kooperation mit Mattel Entertainment, Regie führten Greg Richardson und Rachel Roullier.

## Produktion
Der Film entstand als Koproduktion von Mattel Entertainment, Rainmaker Entertainment, 4 Kids Productions und Big Idea Productions. Regie führten Rachel Roullier und Greg Richardson. Für das Drehbuch schloss sich ein Autorenteam zusammen, bestehend aus Cliff Ruby, Elana Lesser, Britt Allcroft und David Mitton.
Die musikalische Gestaltung des Filmes unterlag Arnie Rott, der bereits in vorhergehenden Barbie-Animationsfilmen (u. a. Barbie in: Der Nussknacker, Barbie als Rapunzel oder Barbie als die Prinzessin und das Dorfmädchen) in diesem Bereich mitwirkte. Eingespielt wurde die Musik vom The Baby Einstein Music Box Orchestra.
Am 18. September 2007 wurde Barbie als Prinzessin der Tierinsel in den USA veröffentlicht.

## Handlung

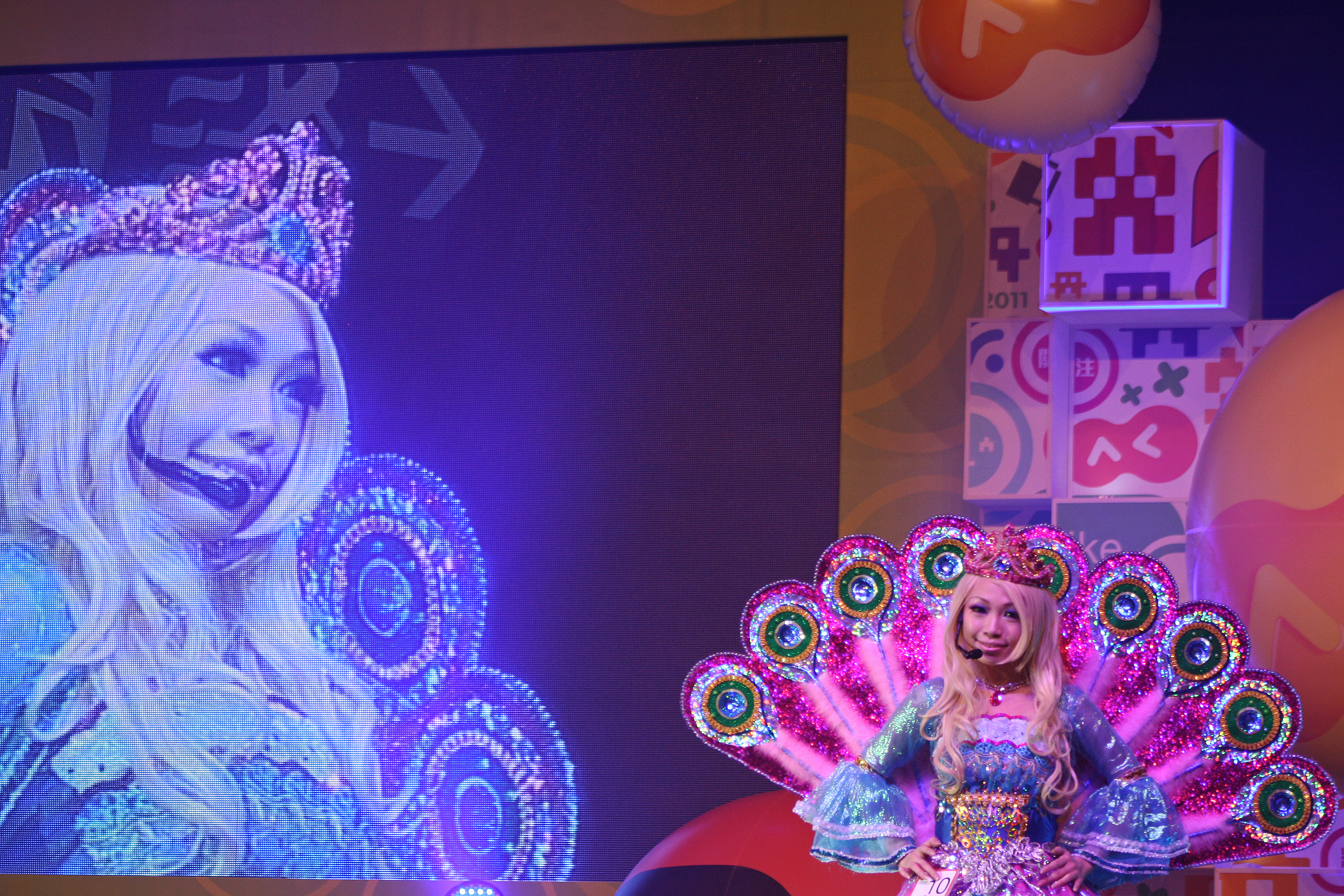
Cosplay von Rosella, der Protagonistin des Films

Eines Morgens finden der rote Panda Sagi und der blaue Pfau Azul auf ihrer Insel ein gestrandetes Mädchen, das zusammen mit einer Truhe und einem Mast vom Meer angespült wurde. Die beiden Tiere beschließen, sich gemeinsam mit der Elefantendame Tika um das Mädchen zu kümmern und es auf ihrer Insel großzuziehen. Zehn Jahre später hat sich das Mädchen, welches inzwischen zu einer jungen Frau herangewachsen ist, mit allen auf der Insel lebenden Tieren angefreundet, wobei ihr besonders ihre Ziehfamilie (bestehend aus Sagi, Azul und Tika) am Herzen liegt.
Eines Tages kommt ein königliches Schiff vorbei und legt an der Insel an. An Bord befinden sich der Prinz von Appolonia, Antonio, und sein königlicher Berater Frank. Beim Erkunden der Insel geraten sie in einen Hinterhalt von Krokodilen, können jedoch rechtzeitig von der jungen Frau gerettet werden. Sie erklärt ihnen, dass sie die Tiere verstehen und mit ihnen reden kann und führt die beiden zu ihrem „Schlafbaum“. Dort bewahrt sie auch die zusammen mit ihr angespülte Truhe auf, welche mit der Inschrift „Ro“ versehen ist, woraus sie schlussfolgert, dass es sich bei der Inschrift um ihren Namen handeln muss. Prinz Antonio bietet ihr an, sie mit in sein Königreich zu nehmen. Ro entscheidet sich dafür, sein Angebot anzunehmen und sticht mit ihm am nächsten Tag in Begleitung von Sagi, Azul und Tika in See.
Im Königreich Appolonia angekommen, stellt Prinz Antonio Ro seinen Eltern vor. Diese sind wenig begeistert von der neuen Freundin ihres Sohnes, da Ro weder königlicher Abstammung zu sein scheint noch sich wie eine typische Prinzessin benimmt. In Ros Gegenwart stellen sie ihrem Sohn seine zukünftige Braut vor, Prinzessin Luciana. Ro fühlt sich verletzt, da sie inzwischen Gefühle für Prinz Antonio entwickelt hat, und verlässt daraufhin das Schloss. Dies bemerkt auch Luciana, die gegenüber ihrer boshaften Mutter, Königin Ariana, erklärt, Antonio nicht heiraten zu wollen, da Ro und Antonio füreinander Gefühle empfänden und sie der Meinung ist, dass man ausschließlich aus Liebe heiraten solle.
Ro findet unterdessen zusammen mit ihren tierischen Freunden Unterschlupf im königlichen Gewächshaus. Dort findet Prinz Antonio sie am nächsten Tag und lädt sie zum gemeinsamen Kaffeetrinken mit seinen Eltern ein. Zum Kaffeetrinken ist auch Königin Ariana eingeladen, die dabei jede Möglichkeit nutzt, um Ro gegenüber ihrer Tochter Luciana schlecht dastehen zu lassen. Daraufhin zieht sich Ro ins Gewächshaus zurück.
Am Abend findet ein Tanzball statt, für welchen Ro zusammen mit Sagi und der Affendame Tallulah, die als Haustier des Königspaares im Schloss lebt, ihr Kleid anfertigt. Dieses wird so prächtig, dass Ro auf dem Ball alle Blicke auf sich zieht, insbesondere den des Prinzen. Sie tanzt zusammen mit Antonio, bevor Ro ihre Entscheidung, auf den Ball zu gehen, zu bereuen beginnt und ihn augenblicklich verlässt. Um die Hochzeit von Antonio und Luciana zu beschleunigen und Ro aus dem Weg zu schaffen, lässt Königin Ariana durch ihre Hausratten Sonnenuntergangskraut in das Futter der königlichen Tiere mischen. Dadurch fallen die Tiere in einen tiefen Schlaf und Ariana weist den königlichen Wissenschaftler darauf hin, dass möglicherweise Ro etwas mit dem Vorfall zu tun haben könnte.
Wegen dieses Verdachts wird Ro zusammen mit ihren tierischen Begleitern in den Kerker geworfen. Nur dank einer Abmachung zwischen Prinz Antonio und seinem Vater, die besagt, dass Ro mit einem Schiff auf ihre Insel zurückkehren wird und Antonio im Gegenzug am nächsten Tag Prinzessin Luciana heiraten wird, erlangen Ro und ihre Freunde ihre Freiheit zurück. Als Ro infolgedessen zusammen mit ihren tierischen Freunden in See sticht, geraten sie in ein Unwetter und gehen über Bord. Dabei kehren mehrere Erinnerungen von Ro zurück und sie kann sich nun an ihren vollständigen Namen erinnern, welcher „Rosella“ lautet. Um die Tiere im Königreich von ihrer Schlafkrankheit zu heilen, beschließt Rosella entgegen Antonios Abmachung zu handeln und ins Königreich zurückzukehren.
Als Rosella zurück in Appolonia ankommt, sieht sie, dass inzwischen bereits alles für die Hochzeit von Antonio und Luciana vorbereitet ist. Dort trifft sie den kleinen Vogel Tiny wieder, der ihr berichtet, dass er gesehen hat, wie Ariana etwas auf die Hochzeitstorte gestreut hat. Rosella gelingt es, das Kraut anhand seines Geruches zu identifizieren und eine Medizin anzufertigen. Noch bevor die Wachen sie erneut ins Gefängnis bringen können, deckt Rosella Arianas Intrige auf. Als Ariana daraufhin mit einer Kutsche zu flüchten versucht, nimmt Rosella auf Tika reitend die Verfolgung auf und es gelingt ihr, Ariana zu stoppen.
Anschließend kehrt Rosella zum Schloss zurück, wo Antonio um ihre Hand anhält. Antonios Eltern haben durch die Offenlegung von Arianas Intrige einen Sinneswandel vollzogen und erklären sich mit der Hochzeit der beiden einverstanden. Eine zur Hochzeit eingeladene Königin wird auf Rosella aufmerksam, als sie ihren Namen hört. Sie spricht Rosella auf ihren Namen an und erklärt ihr, dass sie einst eine Tochter mit demselben Namen hatte. Rosella stimmt daraufhin ihr Gute-Nacht-Lied an, in welches auch die Königin miteinstimmt. Die beiderseitige Kenntnis des Liedes offenbart, dass Rosella nun ihre Mutter wiedergefunden hat.
Am nächsten Tag findet die Hochzeit von Prinzessin Rosella und Prinz Antonio statt, bei welcher neben Rosellas tierischen Freunden auch Luciana anwesend ist, die sich zusammen mit dem Brautpaar freut. Nach den Hochzeitsfeierlichkeiten begibt sich das Brautpaar mit einem Segelschiff auf eine gemeinsame Abenteuerreise.

## Synchronisation
Die Synchronisation des Films wurde bei der Deutschen Synchron nach einem Dialogbuch von Beate Gerlach erstellt, die zusammen mit Frank Turba Dialogregie führte.
| Rolle                          | Englische Sprecher                               | Deutsche Sprecher                                     |
| ------------------------------ | ------------------------------------------------ | ----------------------------------------------------- |
| Azul                           | Steve Marvel                                     | Frank Turba                                           |
| Butler                         | Terry Klassen                                    | Robin Kahnmeyer                                       |
| Frank / Kevin                  | Garry Chalk                                      | Rainer Gerlach                                        |
| Gina                           | Carly McKillup                                   | Anja Rybiczka                                         |
| König Peter                    | Russel Roberts                                   | Hans-Jürgen Wolf                                      |
| Königin Ariana                 | Andrea Martin                                    | Regina Lemnitz                                        |
| Königin Daniela / Schweinedame | Patricia Drake                                   | Arianne Borbach                                       |
| Königin Marissa                | Kate Fisher                                      | Lan Nonneman                                          |
| Lorenzo                        | Brian Drummond                                   | Robin Kahnmeyer                                       |
| Minister                       | Steve Marvel                                     | Eberhard Prüter                                       |
| Nat                            | Scott Page-Pagter                                | Dierk Prawdzik                                        |
| Pat                            | Ian James Corlett                                | F.G.M. Stegers                                        |
| Pferd                          | Terry Klassen                                    | Eberhard Prüter                                       |
| Prinz Antonio                  | Alessandro Juliani                               | Patrick Kaiser (Gesang), Gerrit Schmidt-Foß (Sprache) |
| Prinzessin Luciana             | Candice Nicole                                   | Rubina Nath                                           |
| Rita                           | Britt McKillip                                   | Kathrin Neusser                                       |
| Rosella                        | Melissa Lyons (Gesang), Kelly Sheridan (Sprache) | Anita Hopt (Gesang), Ilona Brokowski (Sprache)        |
| Sagi                           | Christopher Gaze                                 | Karlo Hackenberger                                    |
| Sophie                         | Chantal Strand                                   | Cathlen Gawlich                                       |
| Tallulah                       | Bets Mallone                                     | Rubina Nath                                           |
| Tika                           | Susan Roman                                      | Sabine Manke (Gesang), Susanne Kaps (Sprache)         |
| Tiny                           | Kathleen Barr                                    | Cathlen Gawlich                                       |

## Kritiken
Der Film erzielte bei IMDb eine durchschnittliche Bewertung von 6,5 der möglichen 10 Punkte. Das Lexikon des internationalen Films urteilt hingegen: „Elftes Zeichentrickabenteuer um die blonde Puppe aus dem Spielzeughaus Mattel, das sich kaum von den Vorgängern unterscheidet und acht neue Lieder in eine märchenhafte Kitsch-Kulisse einbettet.“

## Soundtrack
Im Jahr der Veröffentlichung des Filmes (2007) erschien auch der deutsche Soundtrack unter gleichem Titel. Dieser wurde von der Edel Distribution GmbH unter dem Label Edel Kids herausgegeben. Die musikalische Leitung für das Projekt übernahm Frank Turba. Auf der CD waren alle 12 Lieder aus dem Film, gesungen von den (deutschen) Originalstimmen, sowie drei Musikstücke, eingespielt vom Czech Philharmonic Chamber Orchestra, enthalten.
| Nr. | Spieldauer | Titel                     | Interpret                                                                                                   |
| --- | ---------- | ------------------------- | --- |
| 1   | 2:17 Min.  | Auf meiner Insel          | Anita Hopt, Frank Turba, Karlo Hackenberger und Sabine Manke                                                |
| 2   | 1:43 Min.  | In meinem Arm             | Anita Hopt                                                                                                  |
| 3   | 1:32 Min.  | An neuen Ufern            | Anita Hopt, Frank Turba, Karlo Hackenberger, Patrick Kaiser und Sabine Manke                                |
| 4   | 4:05 Min.  | Wüsst' ich's nur          | Anita Hopt und Patrick Kaiser                                                                               |
| 5   | 2:33 Min.  | Bauernliebe               | Regina Lemnitz und Rubina Kuraoka                                                                           |
| 6   | 0:45 Min.  | In meinem Arm: Greenhouse | Anita Hopt                                                                                                  |
| 7   | 2:56 Min.  | Auf dem Ball              | Anita Hopt, Frank Turba, Karlo Hackenberger, Patrick Kaiser, Rubina Kuraoka und Sabine Manke                |
| 8   | 2:56 Min.  | Das Rattenlied            | Anita Hopt, Frank Turba, Karlo Hackenberger, Rubina Kuraoka und Sabine Manke                                |
| 9   | 2:02 Min.  | Immer mehr                | Anita Hopt                                                                                                  |
| 10  | 2:01 Min.  | In meinem Arm: Reunion    | Anita Hopt                                                                                                  |
| 11  | 2:15 Min.  | Haben wir Liebe           | Anita Hopt, Frank Turba, Karlo Hackenberger, Lan Nonnemann, Patrick Kaiser, Rubina Kuraoka und Sabine Manke |
| 12  | 3:35 Min.  | I need to know            | Alessandro Juliani und Melissa Lyons                                                                        |
| 13  | 2:05 Min.  | Score 1                   | Czech Philharmonic Chamber Orchestra                                                                        |
| 14  | 1:31 Min.  | Score 2                   | Czech Philharmonic Chamber Orchestra                                                                        |
| 15  | 1:27 Min.  | Score 3                   | Czech Philharmonic Chamber Orchestra                                                                        |